# Локалне административне јединице Европске уније
Локалне административне јединице (познато по акрониму ЛАУ; енгл. Local Administrative Units, LAU) су статистичко-администивне територијалне јединице на локалном нивоу тј. испод нивоа провинције, покрајина или региона. Различите државе имају различиту поделу статистичко-административних територијалних јединица тако да ЛАУ стандард омогућава њихову упоредивост у различитим државама.
У Европској унији, ЛАУ је проистекао из НУТС класификације. На основу реформе НУТС система 2003. године, територијални нивои НУТС 4 и НУТС 5 су одвојени од виших територијалних нивоа (регионалних) и преимновани су у нивое ЛАУ 1 и ЛАУ 2.
Виши ниво ЛАУ 1, бивши НУТС 4 нема административну функцију у свим земљама Европске уније. Државе у којима овај ниво има административну функцију су: Бугарска, Чешка, Немачка, Естонија, Грчка, Ирска, Кипар, Летонија, Литванија, Луксембург, Мађарска, Малта, Пољска, Португал, Словенија, Словачка, Финска и Уједињено Краљевство. У осталим државама овај ниво има првенствено статистичку функцију.
Други ниво ЛАУ 2, бивши НУТС 5, броји око 120.000 јединица локалне управе у 27 земаља чланица Европске уније.
У Србији ниво ЛАУ 1 одговора нивоу општине док ниво ЛАУ 2 одговара нивоу месне заједнице.

## Табеларни приказ поделе
| Државе               | ЛАУ 1 | ЛАУ 1 | ЛАУ 2 | ЛАУ 2   |
| -------------------- | ----- | ----- | ----- | ------- |
| Аустрија             | -     | 0     |       | 2381    |
| Белгија              | -     | 0     |       | 589     |
| Бугарска             |       | 264   |       | 5329    |
| Грчка                |       | 1034  |       | 6130    |
| Данска               | -     | 0     |       | 271     |
| Естонија             |       | 15    |       | 241     |
| Ирска                |       | 34    |       | 3440    |
| Италија              | -     | 0     |       | 8100    |
| Кипар                |       | 6     |       | 614     |
| Летонија             |       | 33    |       | 536     |
| Литванија            |       | 60    |       | 515     |
| Луксембург           |       | 13    |       | 118     |
| Мађарска             |       | 168   |       | 3145    |
| Малта                |       | 6     |       | 68      |
| Немачка              |       | 539   |       | 13 176  |
| Пољска               |       | 379   |       | 2478    |
| Португал             |       | 308   |       | 3091    |
| Румунија             | -     | 0     |       | 3174    |
| Словачка             |       | 79    |       | 2928    |
| Словенија            |       | 58    |       | 193     |
| Уједињено Краљевство |       | 443   |       | 10 679  |
| Финска               |       | 82    |       | 446     |
| Француска            | -     | 0     |       | 36 678  |
| Холандија            | -     | 0     |       | 489     |
| Чешка                |       | 77    |       | 6249    |
| Шведска              | -     | 0     |       | 290     |
| Шпанија              | -     | 0     |       | 8108    |
| EU-27                |       | 3596  |       | 119 456 |